# Alliance de l'opposition du Soudan du Sud
L'Alliance de l'opposition du Soudan du Sud (en anglais : South Sudan Opposition Alliance ; SSOA) est une coalition de partis politiques et de groupes armés du Soudan du Sud s'opposant au gouvernement du président Salva Kiir. Elle est formée en février 2018 par neuf groupes à Addis-Abeba, capitale de l'Éthiopie,. En septembre 2018, l'alliance adhère à un accord de paix amendé avec le gouvernement qui inclut également la principale faction rebelle, le Mouvement populaire de libération du Soudan en opposition, ce qui provoque le départ de certains membres, en désaccord avec la décision. La SSOA connaît des tensions continues entre ses membres, ainsi qu’avec le gouvernement.

## Formation
Les neuf groupes originaux de l'Alliance sont :
- le Parti démocratique fédéral/Forces armées du Soudan du Sud (FDP/SSAF), dirigé par Gabriel Changson Chang
- le Front du salut national (NAS), dirigé par Thomas Cirilo Swaka
- le Mouvement national démocratique (NDM), dirigé par Lam Akol
- le Mouvement démocratique populaire (PDM), dirigé par Hakim Dario Moi
- le Mouvement/Armée de libération du Soudan du Sud (SSLM/A), dirigé par Bapiny Montuil Wegjang
- le Mouvement national pour le changement du Soudan du Sud (SSNMC), dirigé par Bangasi Joseph Bakosoro
- le Mouvement/Armée patriotique du Soudan du Sud (SSPM/A), dirigé par Costello Garang Ring
- le Mouvement/Armée unie du Soudan du Sud (SSUM/A), dirigé par Peter Gadet Yak
- l'Alliance républicaine démocratique unie (UDRA), dirigée par Gatweth K. Thich

La faction des anciens détenus du Mouvement populaire de libération du Soudan (SPLM-FD), dirigée par Pagan Amum, est également mentionnée comme membre dans la charte de la SSOA, mais les médias rapportent ultérieurement qu'elle n'y est pas incluse. Le Front/Armée uni du Soudan du Sud, dirigé par Paul Malong Awan, déclare son intention de rejoindre la SSOA en avril 2018 sans que cela ne semble se concrétiser.
Dans sa déclaration fondatrice, la SSOA promet « d'accélérer les efforts pour rétablir une paix juste et durable, la démocratie et pour préserver les droits de l'homme et les droits démocratiques fondamentaux de notre peuple ». Le groupe condamne le « chauvinisme ethnique, l'oppression despotique et la corruption institutionnalisée » qui affligent le pays et appelle au fédéralisme. Elle critique les accords de paix antérieurs, estimant qu'ils se concentrent trop sur la satisfaction des factions en guerre et pas assez sur la résolution durable des conflits ; elle impute en outre l'échec de ces accords en grande partie au gouvernement.

## Histoire
En 2017, l’Autorité intergouvernementale pour le développement (IGAD) amorce une révision de l'accord de paix de 2015 en vue de le faire renaître. Des groupes politiques et milices nouvellement fondés espèrent obtenir une place à la table des négociations. De juin à août 2018, des accords intérimaires destinés à mener à un accord concluant sont signés par le président Salva Kiir et l’ancien vice-président Riek Machar. Bien qu'il aient participé aux pourparlers qui ont précédé ces signatures, le SPLM-FD et la SSOA sont marginalisés.

### Première scission
Au crépuscule des négociations, Cirilo, le leader du NAS, exige l'introduction complète du fédéralisme et accuse le Soudan et l'Ouganda d'être plus préoccupés par la préservation de leurs intérêts matériels au Soudan du Sud que par l'instauration d'une paix durable. Ses partisans affirment en outre que Riek Machar ne se préoccupe que des intérêts du peuple nuer duquel il est issu.
Le 12 septembre, l'Accord revitalisé sur la résolution du conflit au Soudan du Sud (R-ARCSS) est signé par le gouvernement, le SPLM-IO de Machar, le SPLM-FD de Pagan Amum et la faction de la SSOA dirigée par Changson,.
Les groupes de l'Alliance qui acceptent l’accord sont :
- FDP/SSAF de Changson
- NDM d'Akol
- SSNMC de Bakosoro
- SSPM/A de Garang
- SSLM/A de Montuil

- SSUM/A de Gadet
- La faction dissidente du PDM dirigée par Josephine Lagu (qui sera plus tard rebaptisée Mouvement démocratique populaire pour la paix[9])
- La faction dissidente du NAS dirigée par Khalid Butros Bora[10]

L'accord est cependant rejeté par les groupes suivants, qui forment éventuellement l'Alliance démocratique nationale du Soudan du Sud (SSNDA), à l'exception du PDM : 
- Le NAS de Cirilo
- Le PDM de Dario
- L'UDRA de Thich
- La faction dissidente du NDM dirigée par Emmanuel Aban (qui sera plus tard rebaptisée Mouvement national démocratique-PF[12])
- La faction dissidente du SSNMC dirigée par Vakindi L. Unvu

#### SSNDA et SSOMA/NSSSOG
Au début de 2019, le SSNDA, dirigé par Cirilo et dominé par le NAS, est considéré comme le plus grand groupe rebelle en dehors du SPLM-IO de Machar. Le 30 août, il fusionne avec le Mouvement populaire de libération du Soudan réel (formé par Amum après avoir quitté le SPLM-FD) et le SSUF/A de Malong pour former l' Alliance des mouvements d'opposition du Soudan du Sud. Ce groupe amorce des négociations avec le gouvernement, facilitées par la Communauté de Sant'Egidio, et signe un accord le 14 janvier 2020. Les combats persistent néanmoins et la SSOMA se scinde en deux factions, la SSNDA d'un côté et en R-SPLM et SSUF de l'autre, qui continuent de se nommer SSOMA. En juillet 2022, les factions se réconcilient et forment le Groupe d'opposition sud-soudanais non signataire, avec Amum comme chef,.

### Deuxième scission, réunion et troisième scission
Le 30 novembre 2018, des dissensions importantes frappent la SSOA, entre les partisans de Peter Gadet de la SSUM/A et Gabriel Changson,,,. Gadet décède le 15 avril 2019, alors que bon nombre de ses subordonnés au sein du SSUM auraient fait défection et rejoint le gouvernement Kiir.
En juillet, les deux factions de la SSOA se réconcilient, notamment par l'instauration d'une présidence tournante de six mois répartie par chacun des huit partis membres. En 2020, Changson et Chagor s'étaient apparemment réconciliés avec la nouvelle direction et avaient rejoint la SSOA,.

## Membres actuels
En date du mois d'avril 2020, la SSOA compte huit groupes membres :
- Front du salut national (NAS), dirigé par Khalid Butros Bora
- Mouvement national démocratique (NDM), dirigé par Lam Akol
- Mouvement démocratique populaire pour la paix (PDM-P), dirigé par Josephine Lagu
- Mouvement/Armée de libération du Soudan du Sud (SSLM/A), dirigé par Bapiny Montuil Wegjang
- Mouvement national pour le changement au Soudan du Sud (SSNMC), dirigé par Bangasi Joseph Bakosoro
- Mouvement/Armée patriotique du Soudan du Sud (SSPM/A), dirigé par Costello Garang Ring
- Parti démocratique fédéral/Forces armées du Soudan du Sud (FDP/SSAF), dirigé par Gabriel Changson Chang
- Mouvement/Armée unie du Soudan du Sud (SSUM/A), dirigé par Denay Jock Chagor